# Haplopelma doriae
Haplopelma doriae là một loài nhện trong họ Theraphosidae.
Loài này thuộc chi Haplopelma. Haplopelma doriae được Tord Tamerlan Teodor Thorell miêu tả năm 1890.